# Mylonchus striatus
Mylonchus striatus är en rundmaskart som först beskrevs av Robert Folger Thorne 1924.  Mylonchus striatus ingår i släktet Mylonchus, ordningen Mononchida, klassen Adenophorea, fylumet rundmaskar och riket djur. Inga underarter finns listade i Catalogue of Life.